# Devig
 (décembre 2020).
Si vous disposez d'ouvrages ou d'articles de référence ou si vous connaissez des sites web de qualité traitant du thème abordé ici, merci de compléter l'article en donnant les références utiles à sa vérifiabilité et en les liant à la section « Notes et références ».
Devig de son vrai nom Christophe de Viguerie, est un dessinateur toulousain né en 1965.

## Biographie
Après un baccalauréat artistique et un court passage aux Beaux Arts de Toulouse, Devig fait ses premiers pas dans l'illustration en intégrant diverses agences de publicité. En 1990, il se lance en tant qu'illustrateur indépendant et entame une collaboration avec les Éditions Milan ; durant cette période, il collabore à plusieurs publications jeunesse et illustre des romans de poche. Il travaille également pour divers éditeurs jeunesse  (Epigones-Gallimard, Hatier, Play-Bac...).
En 2001, sa rencontre avec Philippe Geluck lui permet de publier son premier titre en tant qu'auteur dans la nouvelle collection dirigé par ce dernier : C'est pour offrir. Ce premier volume porte le nom d'Humeur noire, il s'agit d'un recueil de dessins d'humour noir. Il est sera suivi par un deuxième opus dans la même veine, Râpé à mort. En 2009, une nouvelle collaboration avec Philippe Geluck qui, cette fois, endosse le rôle de scénariste, permet à Devig de publier son premier album de bande dessinée Alerte sur Fangataufa. Ce premier album met en scène Scott Leblanc, anti-héros un brin niais et son partenaire acariâtre professeur Dimitri Moleskine. Ce premier tome est suivi d'une deuxième aventure titrée Menace sur Apollo, où cette fois les deux héros tentent de déjouer un complot néo-nazi sur le sol américain.
En 2011, Devig signe son premier album en solo : Le croiseur Fantôme, aventure décrivant la quête de vérité d'un prêtre confronté aux mutilations de ses paroissiens, dans les années cinquante aux États-unis. Les trois albums sont mis en couleur par Camille Paganotto. Un troisième volume des aventures de Scott Leblanc paraît en 2014 sous le titre Terreur sur Saïgon dénonçant l’utilisation de l'agent orange par les Américains.
Un nouvel album des aventures de Scott Leblanc voit le jour en 2016 mettant cette fois en scène le roi Baudoin tentant de déjouer, avec l'aide de Scott et du professeur, un complot de l'extrême-droite flamande.
Devig collabore depuis le mois de janvier 2017 à la revue Fluide glacial dans laquelle il réalise une série de strips contant les aventures de deux héros loufoques au temps de la reine Victoria à Londres : Les Aventures du Major Burns et de l'ineffable docteur Wayne.
Parallèlement, toujours dans la même revue et en collaboration avec le scénariste belge Jean Derycke, Devig illustre les aventures de Bertin Timbert, journaliste de province confronté à des interviews qui dérapent de manières imprévues.

## Publications
- Contes au fil des jours - éditions Milan 1991.
- Les Fantômes de la côte aux pins - S. De Arriba - éditions Milan 1994.
- Virtuel : attention, danger  - Ch. Grenier - éditions milan 1994.
- Nuit étrange dans la taïga  - A. Toupet - éditions Milan 1995.
- Cerise habite au 21 - S. Dieuaide - éditions Epigones 1997.
- Cerise et testament - S. Dieuaide - éditions Epigones 1997.
- Cerise cambrioleur - S. Dieuaide - éditions Epigones 1998.
- Attention, les murs ont des oreilles ! - éditions Epigones 1998.
- Piège à conviction - éditions Epigones 2002.

- Humeur noire  - éditions Casterman 2002.
- Râpé à mort  - éditions Casterman 2004.
- Alerte sur Fangataufa - Scénario Philippe Geluck - Couleurs Camille Paganotto -  éditions Casterman 2009.
- Menace sur Apollo  - Scénario Philippe  Geluck - Couleurs Camille Paganotto - éditions Casterman 2010.
- Le croiseur fantôme - Couleurs Camille Paganotto - éditions Casterman 2011.
- Terreur sur Saigon -  Scénario Philippe Geluck - Couleurs Camille Paganotto - éditions Casterman 2014
- Échec au roi des belges - Scénario Philippe Geluck - Couleur Camille Paganotto - éditions Casterman 2016
- Les étranges enquêtes du Major Burns - éditions Fluide glacial 2020.
- Les Mystérieuses Histoires du Major Burns - éditions Fluide glacial 2023.

## Scénographie
- Scénographie des musées des pays de l'Ain.
- Scénographie du fort Lagarde (Pyrénées-Orientales).